# Ґодзішка (Куявсько-Поморське воєводство)
Ґодзішка (пол. Godziszka, нім. Gotteswinkel) — село в Польщі, у гміні Збічно Бродницького повіту Куявсько-Поморського воєводства.
У 1975-1998 роках село належало до Торунського воєводства.